# أوسكار رودريغيز (دراج)
أوسكار رودريغيز (بالإسبانية: Óscar Rodríguez)‏ هو دراج إسباني، ولد في 6 مايو 1995 في Burlada ‏ في إسبانيا.

## وصلات خارجية
- أوسكار رودريغيز على موقع الاتحاد الدولي للدراجات (الإنجليزية)
- أوسكار رودريغيز على موقع أرشيف الدراجات (الإنجليزية)
- أوسكار رودريغيز على موقع إحصائيات الدراجات الإحترافية (الإنجليزية)
- أوسكار رودريغيز على موقع CycleBase (الإنجليزية)